# Neroccio di Bartolomeo de' Landi
Pour les articles homonymes, voir Landi.
Neroccio di Bartolomeo de' Landi ou Neroccio de' Landi (prononcé : [nəʁɔ:ʃjo di' baʁ:tɔlɔ:məo də' lɑ̃:di]) ou (prononcé : [nəʁɔ:ʃjo də' lɑ̃:di ]) (Sienne, juin 1447 - Sienne, novembre 1500) est un peintre et un sculpteur italien de l'école siennoise du Quattrocento.
La majeure partie de ses peintures est consacrée à la production de panneaux de dévotion privée représentant la Vierge à l'Enfant, souvent accompagnés de deux saints, suivant une formule inaugurée par Sano di Pietro, mais également des portraits (Portrait d'une Dame, c. 1485, NGA, Washington), des scènes historiques (La Visite de Cléopâtre à Marc-Antoine, c. 1475-1480, Fondation Samuel H. Kress, NCMA, Raleigh), ou religieuses (Scènes de la vie de saint Benoît, c. 1472-1474, musée des Offices, Florence). Sa peinture est particulièrement remarquable en ce qui concerne sa couleur délicate et le soin porté aux détails notamment aux visages empreints de noblesse et de sérieux mais aussi à l'élégance mesurée de la pose. En tant que sculpteur, il se signale par deux réalisations, toutes deux issues de commandes, Sainte Catherine de Sienne (bois polychrome, c. 1474, sanctuaire Sainte-Catherine-de-Sienne) et le Monument funéraire de Tommaso Piccolomini del Testa, évêque de Pienza (c. 1485, Cathédrale de Sienne). Également pour le Duomo, il dessine la Sybille hellespontique destinée à la marqueterie en marbre de son pavement en 1483.
L'art raffiné, cultivé et aristocratique de Neroccio — particulièrement apprécié par les critiques et les collectionneurs de la Renaissance italienne du début du XXe siècle comme Bernard Berenson — confère un charme subtil et une émotion immédiate à des images qui semblent renvoyer aux prémices gothiques de la tradition figurative siennoise. En réalité, loin d'être en retrait ou isolé dans la peinture toscane du Quattrocento, Neroccio disciple de Vecchietta réagit aux innovations à sa manière. Intégrant les dernières avancées de la production d'un Francesco di Giorgio Martini avec lequel il collabore quelques années et révélant sa sensibilité au réalisme d'un Luca Signorelli dont le séjour à Sienne influence ses dernières réalisations.

### Sienne après la peste noire

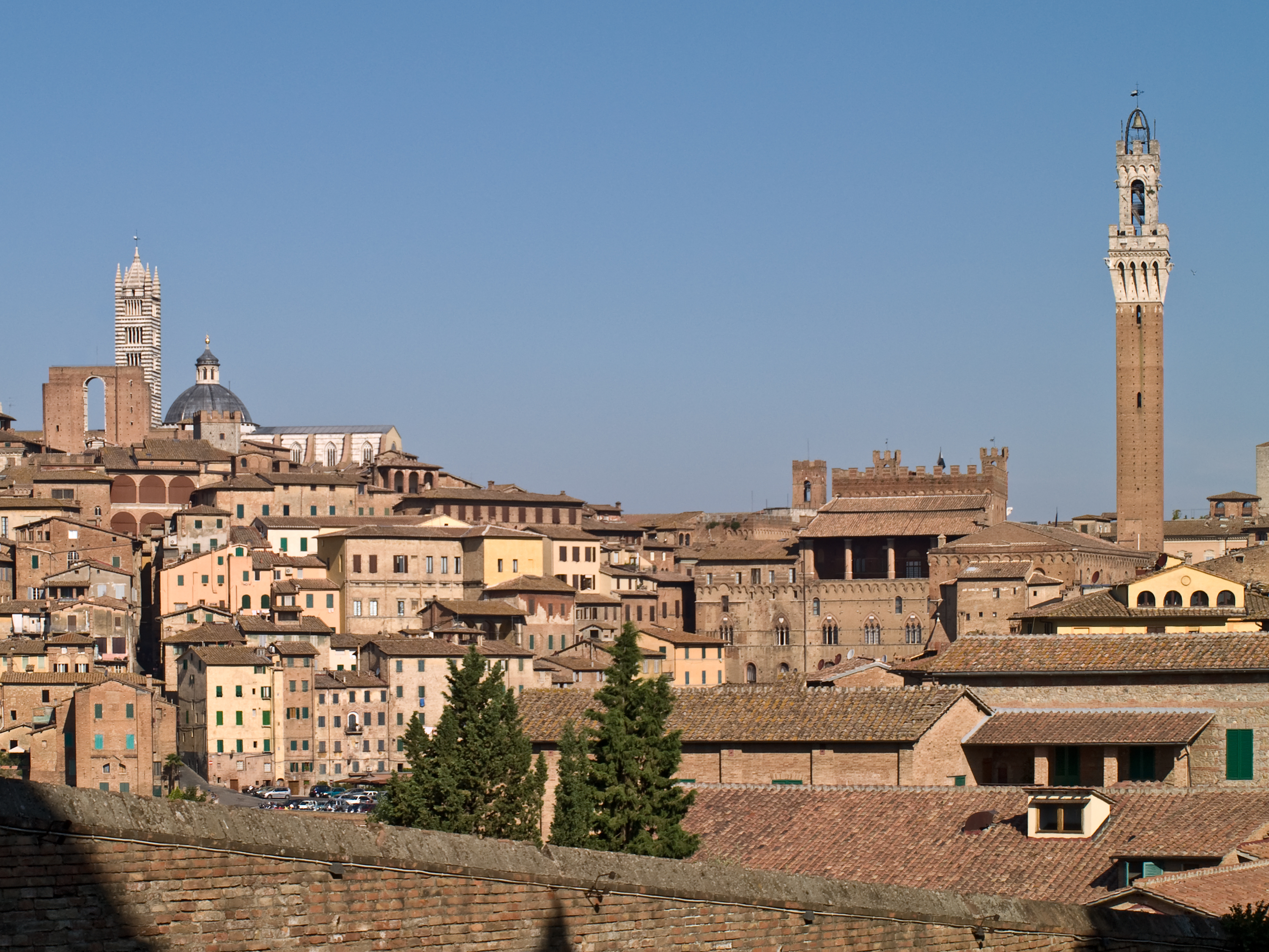
Sienne vue de la Basilique San Clemente in Santa Maria dei Servi.

## Biographie

### Formation et influences
Neroccio di Bartolomeo de' Landi naît à Sienne en 1447 et reçoit le baptême le 4 juin dans le baptistère San Giovanni,. Son père, Bartolomeo di Benedetto di Neroccio, appartient à la noble famille siennoise des Landi del Poggio,. Son nom est attesté pour la première fois en 1461 comme fattorino (« factotum ») employé à la Cathédrale de Sienne,. Comme la plupart des artistes siennois nés dans la seconde moitié du XVe siècle, Neroccio reçoit probablement ses premiers enseignements en tant que peintre et sculpteur dans l'atelier de Lorenzo di Pietro, dit il Vecchietta. L'utilisation de traits stylistiques dérivés du répertoire de Vecchietta durant le début de sa carrière tend à accréditer cette hypothèse. Parmi ses précurseurs, Sassetta et surtout Simone Martini dont Neroccio étudie sa magistrale Annonciation de 1333, alors considérée comme le chef-d’œuvre du genre, influencent profondément le jeune artiste plus précisément les figures sveltes de Martini. Toutefois, les influences déterminantes quant à son style de la maturité sont celles de Francesco di Giorgio Martini avec lequel ses premières œuvres sont souvent confondues ainsi que Liberale da Verona.
Dès l'année 1468, datent ses premiers travaux (perdus) attestés par les archives de Sienne, notamment un tableau dont le sujet n'est pas mentionné et surtout un polychrome de San Girolamo en terre cuite pour la Compagnia di San Girolamo,. Ces deux documents datés d'avril et mai 1468 le mentionnent pour la première fois comme artiste à travers la qualification de peintre « dipentore » témoignant de son indépendance professionnelle récemment acquise,.

### Partenariat avec Francesco di Giorgio Martini (c.1468–1475)
À peu près à la même époque, Neroccio collabore dans un atelier commun (bottega), la « societas in arte pictorum », avec Francesco di Giorgio Martini et sans doute Liberale da Verona. L'unique source relative à cette activité commune est constituée d'un acte notarié daté du 6 juillet 1475 qui mentionne sa dissolution juridique devant Vecchietta et Sano di Pietro, leurs témoins respectifs.

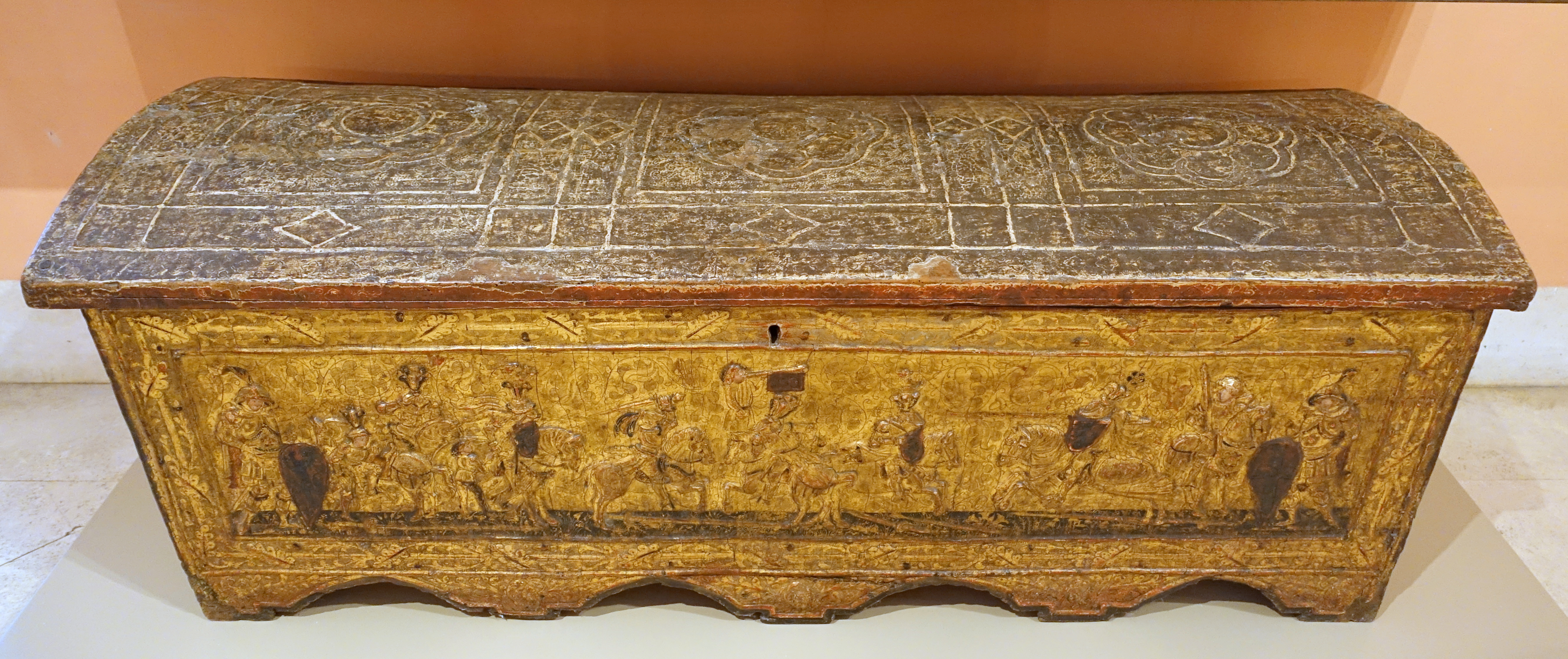
Cassone attribué à l'atelier de Neroccio et Francesco di Giorgio Martini,, c. 1470-1475, Musée Thyssen-Bornemisza, Madrid.

 Cependant, il demeure muet quant à ses modalités, les œuvres réalisées et sur sa date de fondation, située généralement à partir de 1468 ou l'année suivante, en raison du mariage de Francesco avec Agnesa d'Antonio di Benedetto di Neroccio (une cousine de Neroccio) dont la dot est perçue par la famille Martini le 26 janvier 1469,. Toutefois, d'après des documents contemporains concernant les œuvres réalisées par Francesco di Giorgio Martini pour l'Hôpital Santa Maria della Scala entre 1470 et 1471, ceux-ci le définissent comme compagnio des peintres Lotto di Domenico, Antonio di Capitolo et Giacomo Cozzarelli. Partant de ce constat, il est possible d'affirmer, avec une certaine prudence, que Francesco et Neroccio honorent des commandes distinctes au sein du même atelier ou que celui-ci, au tout début des années 1470, n'est pas encore pleinement opérationnel. Luciano Bellosi propose de considérer la Madonna col Bambino e due angeli à la Lowe Gallery de Coral Gables (Floride), comme le premier ouvrage entrepris en commun dans lequel il est possible d'identifier une répartition des tâches entre les deux artistes. La conception du tableau incombant à Francesco tandis que l'exécution est celle de Neroccio suivant un paradigme interprétatif assez répandu dans les études consacrées à la production en atelier,.
Formé aussi bien à la sculpture qu'à la peinture, à l’instar de Francesco di Giorgio Martini et de leur maître commun Vecchietta, Neroccio âgé de 27 ans se montre encore très proche d'eux dans une élégante statue de bois polychrome que le Conseil général de la Commune finit de lui payer en mai 1474 pour 31 lire : la Sainte Catherine de Sienne destinée à l'oratoire homonyme de Fontebranda dénommé aussi oratorio della Tintoria,,. Présentant des similitudes stylistiques avec la statue de la sainte, une sculpture représentant L'Archange Gabriel, en terre cuite peut également être datée de cette période.

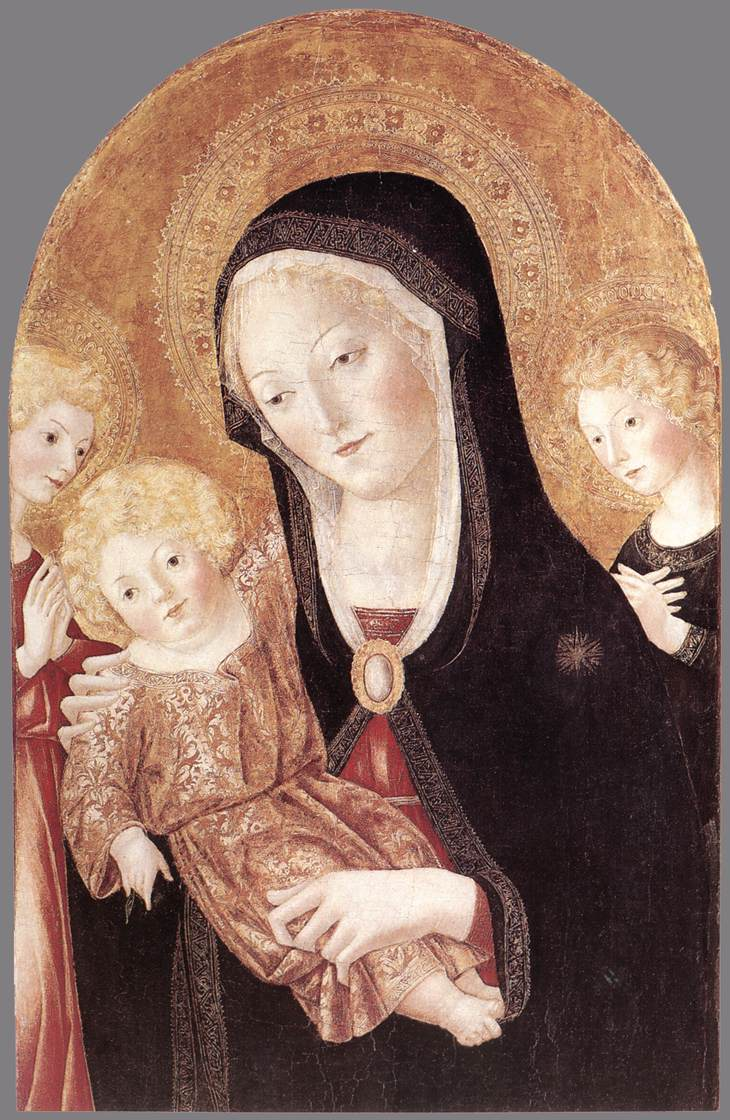
En collaboration avec Francesco di Giorgio Martini, Madonna col Bambino e due angeli,, c. 1470, tempera sur panneau de bois, Lowe Gallery, Coral Gables (Floride).

Peu avant 1474, Neroccio s'inspire « De la vie et des miracles du saint abbé Benoît », Dialogues, livre second, par saint Grégoire le Grand pour peindre les trois panneaux a tempera des Storie di san Benedetto (musée des Offices) :Saint Benoît dans la grotte nourri par le moine romain, Saint Benoît répare miraculeusement le tamis brisé par la servante et Saint Benoît reçoit Totila. Identifiés longtemps comme étant l'œuvre d'Andrea del Castagno, ils sont actuellement considérés comme un travail de collaboration entre Neroccio et Martini. Comme le souligne Piero Torriti, « la collaboration entre les deux artistes semble très proche: jamais la fusion des styles de Neroccio et Martini n'a été aussi complète, ni jamais atteint comme dans ces trois panneaux une beauté éblouissante »,. Autre ouvrage digne d'intérêt, l'Annonciation qui est considérée par la plupart des historiens d'art comme le résultat de l'une de leur dernière collaboration. Parallèlement à ces réalisations, de nombreux cassoni sortent de leur atelier. Bien que la qualité et le soin des détails varient considérablement d'un coffre à l'autre laissant supposer que des assistants possèdent des modèles à partir desquels travailler, ils se signalent généralement par des panneaux a pastiglia polychromés et dorés. Selon Gaudenz Freuler, le style de Neroccio peut être apprécié par une multitude de détails, notamment les fonds d'or travaillés au burin représentant de subtiles décorations végétales ou bien le modelage émaillé de visages aux lignes délicates, comme par exemple le cadre d'un miroir à tête féminine provenant de l'atelier de Neroccio (Victoria and Albert Museum). Parmi les cassoni à nous être parvenus, deux panneaux représentent des scènes historiques de l'Antiquité tels que La Visite de Cléopâtre à Marc-Antoine et la Bataille d'Actium (c. 1475-1480, NCMA, Raleigh) reflétant dans la composition des architectures les techniques de perspective de Martini.
Suivant l'acte notarié du 6 juillet 1475, Neroccio et Francesco di Giorgio Martini décident de se séparer de cette « société » quam simul habuerunt in arte pictoris (« qu'ils avaient ensemble dans l'art pictural »). Selon Piero Torriti, la raison principale de leur séparation réside dans « les nombreux et importants engagements, notamment en tant qu'architecte et ingénieur, qui mènent Francesco di Giorgio Martini, en dehors de Sienne, d'un bout à l'autre de l'Italie, en activité continue, voire en tant que légat officiel de la république de Sienne »,. À moins que ce ne soit également l'intolérance de Neroccio pour les innovations que son compagnon souhaite introduire dans leurs peintures. Sa première œuvre datée de cette période avec certitude est un triptyque, la Vierge à l'Enfant avec l'archange saint Michel et saint Bernardin de Sienne (en italien Madonna col Bambino tra san Michele Arcangelo e san Bernardino da Siena) (1476, pinacothèque nationale de Sienne) peint très peu de temps après la rupture,.

### Maturité et indépendance (1476–1486)
Après sa séparation d'avec Francesco di Giorgio Martini et son départ pour Urbino au service de Federico da Montefeltro, Neroccio loue « à vie » la bottega de son ancien maître Vecchietta à l’hôpital Santa Maria della Scala, comme l'atteste l'acte dressé du 14 novembre 1480,,,. Il y est fait mention d'autre part de l'acquisition d'une tavola d’altare (« retable ») pour 36 ducati larghi d'oro auprès des héritiers du maître cédée par lui à l'institution siennoise. Il s'agit d'une commande de l'abbé Bernardi de Lucques, qui n'a pu être satisfaite à la suite de la mort de Vecchietta survenue le 6 juin 1480,. Enzo Carli identifie l'œuvre inachevée comme étant l'Assunta du musée de la villa Guinigi de Lucques. Se référant aux similitudes technique et typologique du visage de la Sainte Catherine de Sienne, le spécialiste italien reconnaît une intervention de Neroccio dans celui tout aussi gracieux de la Vierge de l' Assomption,,.

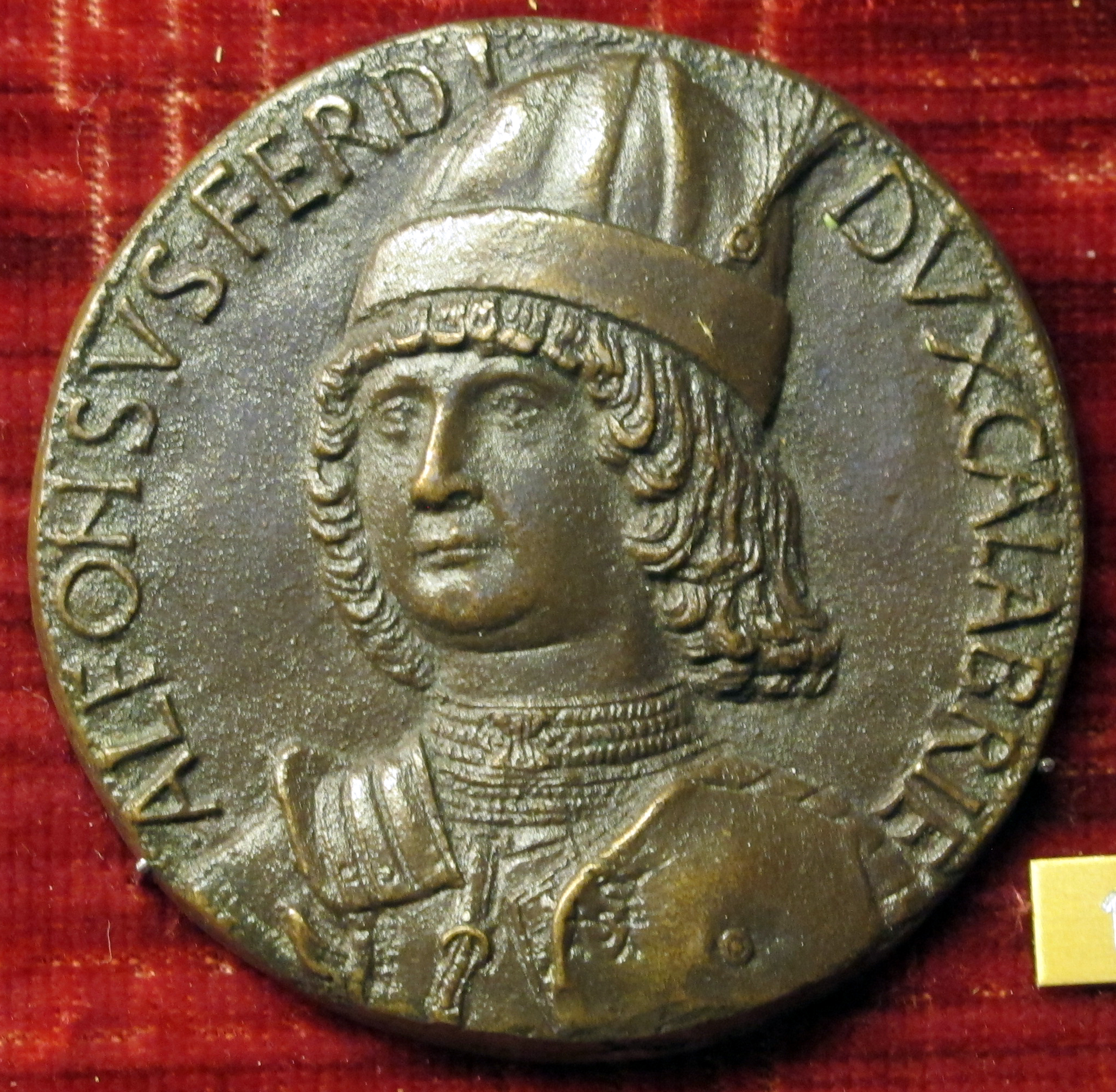
Alphonse II d'Aragon, duc de Calabre, médaille en bronze par Andrea Guacialotti, diam. 52,4 mm, 1481. Médaille célébrant la victoire du duc sur les Ottomans à Otrante en septembre 1481.

Des documents mis à jour démontrent que l'ouvrage religieux commencé dès le 16 juin 1477, date du contrat passé avec Vecchietta, est destiné au maître-autel de l'église Santa Maria del Corso (détruite vers 1516), juste en dehors de la Porta San Donato, une fondation dépendante de l'abbaye de San Salvatore à Sesto près du Lac de Bientina. Son commanditaire est l'abbé bénédictin Giannino Bernardi déjà mentionné assisté de Nicolao di Stefano Bernardi son neveu, marchand et premier membre de l'oligarchie républicaine de Lucques dont la participation juridique et financière est importante. À la mort de Vecchietta en pleine exécution de l'Assunta, l’œuvre fait l'objet d'un nouveau contrat avec Neroccio le 8 novembre 1480, pour la somme de 285 ducati larghi d'oro. Somme qui comme le souligne Francesco Caglioti devait être « certainement la plus élevée jamais proposée à Neroccio pour une seule commission », tout en lui permettant de racheter le retable en deux versements de 18 ducati larghi d'oro quelques jours après,,.
Ce retable en bois sculpté et peint en deux parties (Dormition et Assomption) occupe Neroccio à partir de novembre 1480 jusqu'à septembre 1482, date de sa livraison à Lucques. C'est-à-dire un retard de quatre mois par rapport à la date limite fixée par Fra Giannino (7 mai 1482) et quatre années et demi de labeur depuis le premier contrat. Toutefois, l'abbé Giannino Bernardi se déclare entièrement satisfait du travail accompli par Neroccio,. 
Une lettre du 27 novembre 1481 adressée au Consiglio degli Anziani  (« le conseil des Anciens ») de Lucques par Marino Tomacelli, secrétaire d'Alphonse II d'Aragon, duc de Calabre, nous apprend que Neroccio travaille à la même époque à des œuvres pour le duc,. Tomacelli demande aux Anziani d'accorder à Neroccio un délai « de deux à trois mois » supplémentaires sur la date de livraison de l'Assunta afin que le Siennois puisse finir les œuvres en cours. Le 11 décembre 1481, les Anziani répondent à Tomacelli, qu'après beaucoup de difficultés, l'abbé accepte d'accorder à Neroccio une prolongation de deux mois, et lui-même le confirmera dans une lettre d'accompagnement. Finalement Fra Giannino refuse cette concession au duc, car selon une note marginale, la lettre du 11 décembre n'a pas été envoyée : Non missa, quia non sic scripserat dominus abas sic (« non envoyée parce que l'abbé n'a pas écrit ainsi »),. Les lettres ne précisent pas pour quelles œuvres Neroccio devait s'acquitter. Mais il est certain que le duc de Calabre connaît déjà Neroccio pour avoir vu ses travaux lors de son séjour à Sienne entre 1478 et 1480. Des commandes sont passées à son atelier très vraisemblablement avant son retour précipité pour la Calabre en août 1480. Comme la majeure partie de son activité est consacrée à la représentation de la Vierge à l'Enfant sur panneau de bois ou bas-relief sculpté, Gertrude Coor remarque qu'« il y a une bonne raison de penser que le duc désirait au moins un exemplaire de ce motif ». Selon Coor, la Madonna col Bambino du Art Institute of Chicago pourrait convenir à ce genre de commande. Dans l'inventaire du 26 novembre 1500, figure aussi une tête en cartapesta peinte (papier mâché) du jeune frère d'Alphonse, Don Federigo. Quoi qu'il en soit, les œuvres de Neroccio pour le duc de Calabre comportent au moins un portrait des membres de la maison d'Aragon, voire des cassoni .
En 1480, le peintre exécute l'illustration d'une tavoletta di Biccherna  (plaque de reliure en bois) ayant pour sujet La Vierge recommande la ville de Sienne à Jésus, à la demande probable de son oncle, le magistrat Iacomo di Benedetto di Neroccio.
Ses déclarations de taxe des années 1481 et 1488 attestent de sa domiciliation, lui et son frère Pietro qualifié de maestro di legname (charpentier) dans la paroisse de San Marco située au sud de la ville dont la porte monumentale conserve le nom de l'ancien oratoire,,,,.
Plusieurs commandes prestigieuses se succèdent durant cette période : 
Le 23 mai 1483, Neroccio reçoit le paiement pour le dessin de la Sybille hellespontique du pavement en marqueteries de marbre (opus sectile) du Dôme de Sienne. 
Le 15 avril 1484, un contrat est signé avec les religieuses de Santa Maria Maddalena pour la réalisation d'un retable avec prédelle destiné au maître-autel de l'église (détruite au XVIe siècle) à l'extérieur de la Porta Tufi. Cette œuvre perdue ou non exécutée constitue avec l'Assunta l'une des commandes les plus importantes en terme pécuniaire passée auprès de l'artiste siennois. 
Le 4 février 1485, Neroccio succède aux tailleurs de pierre (scarpelini) siennois, Vito di Marco et Lucillo di Marco, pour la réalisation du Monument funéraire de Tommaso Piccolomini del Testa, commande de Giovanni et Angelo Piccolomini, neveux de Tommaso del Testa, évêque de Pienza de 1470 à 1483. Intérêt de Neroccio pour un genre sculptural jusqu'ici inconnu de lui: les tombes de la Renaissance et la décoration all'antica, tout en conservant un traitement sensible de la surface et une attention particulière à l’exécution des détails comme en témoigne sa production picturale.

### Dernières années (1487–1500)
La présence de Luca Signorelli à Sienne à la fin des années 1480 induit des changements dans le style de Neroccio. Après 1490, comme le remarque Dóra Sallay, le peintre « utilise une palette plus fraîche pour les teintes incarnées, plus sombres et plus chaudes pour les draperies ». Les contrastes davantage marqués qu'auparavant redonnent du relief et de la plasticité aux compositions .
Ses dernières œuvres les plus importantes sont destinées aux églises du contado siennois. Le contexte artistique de la fin du XVe siècle étant moins favorable aux commandes urbaines. Parmi celles-ci, deux retables sur fond d'or — éventuellement imposé par les commanditaires religieux — représentent les derniers d'une longue tradition siennoise. Très proche du style de celui de Montepescini, le retable figurant la Madonna in trono col Bambino e i santi Antonio abate e Sigismondo pour l'Ospedale dei Poveri di San Bartolomeo à Rapolano (c. 1490-1495) pourrait avoir été destiné pour un maître-autel d'une autre église comme le tend à suggérer l'absence du saint et le recadrage des dimensions. Même doute des spécialistes concernant celui de la Madonna con Bambino in trono tra san Pietro, san Sigismondo, sant'Ansano e san Paolo  signé et daté par Neroccio en 1496 actuellement conservé dans l'abside de la pieve (« église paroissiale ») de la Santissima Annunziata à Montisi,.
La Madonna col Bambino, san Giovanni Battista e san Michele Arcangelo de l'oratoire de la Compagnia della Santissima Trinità, à Sienne se situe également dans les dernières années du Quattrocento. Caractérisée par son cadre de type tabernacolo décoré à l'ancienne (frise de  putti  et victoires ailées), cette peinture semble être une commande passée à Neroccio en 1496 en vue d'un mariage comme le suggère la représentation des blasons des deux familles siennoises: les Brogioni et les Buonsignori sur son registre inférieur.
La date exacte de la mort de Neroccio ne nous est pas parvenue. À partir d'un inventaire dressé à Sienne le 26 novembre 1500 de « tutte le robe mobili et immobili de le rede di Neroccio di Bartolomeio dipentore » (« tous les meubles et biens immobiliers ») dressé par Antonio di Ghoro di Senso à la demande de ses deux neveux, Bartolomeio di Benedetto et Giovanni di Pietro di Bartolomeio, on peut retenir le mois de novembre comme date possible sachant qu'un tel acte est rédigé quelques jours après décès.

## Œuvres

### Un peintre de madones
La majeure partie de l'activité de Neroccio est consacrée à la production de panneaux de dévotion privée représentant la Vierge à l'Enfant. Utilisant une formule très réussie développée par Sano di Pietro et son entourage, ces madones assez courantes à Sienne au XVe siècle s'élaborent à partir d'un format conventionnel d'une hauteur moyenne de 65 cm dont Neroccio « personnalise » la composition en ajoutant différents saints selon les souhaits de ses commanditaires. Il développe ainsi un style de personnages élégant et délicat, éclairés d'une palette de couleurs pâles et douces, qu'il utilise cependant avec peu de variation au cours du dernier quart du siècle. La Vierge en particulier, nouvel idéal féminin sous le pinceau de Neroccio par ses cheveux blonds et son visage rêveur, mince au long cou tient devant elle l'Enfant, qui lève les yeux vers sa Mère tout en se bénissant et s'appuyant sur l'accoudoir d'un faldistoire. Le large contour de la cape bleue de Marie, nettement délimitée sur un fond doré, suit toujours la tradition byzantine inaugurée par Duccio et poursuivie par Giovanni di Paolo et Matteo di Giovanni. Cependant, des signes de réceptivité au nouveau style florentin peuvent être discernés dans certains détails des tableaux. Notamment, la figure vigoureuse de l'Enfant inspirée par les reliefs de Donatello, qui séjourne à Sienne à la fin des années 1450,. Neroccio élabore ainsi une « version modernisée » du sujet religieux: il rompt la symétrie rigide, et accentue le sens de l'espace en représentant les saints de trois quarts et à plus petite échelle. Il transforme également le format du modèle de Sano di Pietro, rendant le champ pictural inhabituellement étroit et haut, ce qui contribue à l'élégance générale de l'œuvre. 

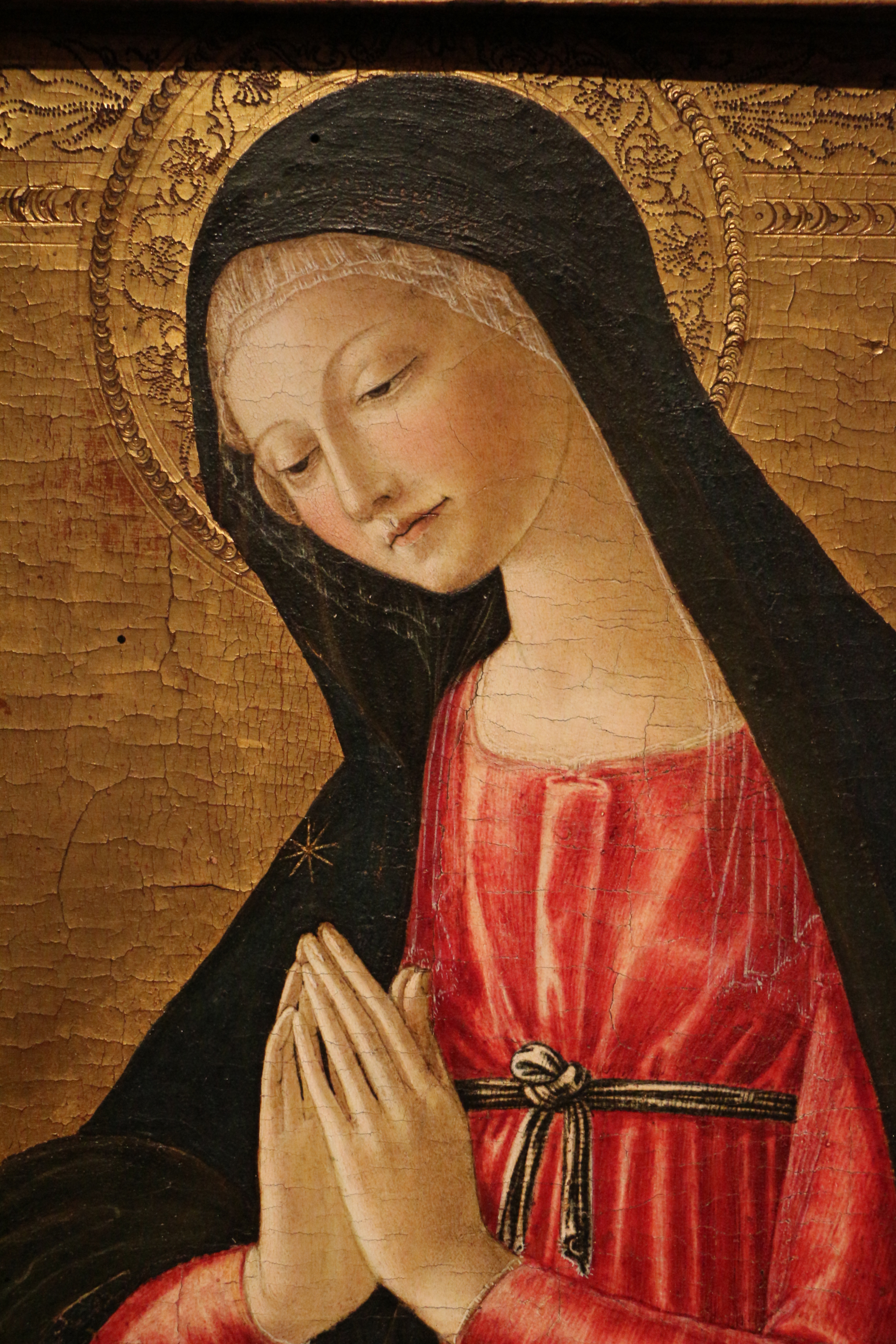
Madonna col Bambino e un Cardellino, (c. 1490, Cleveland Museum of Art).
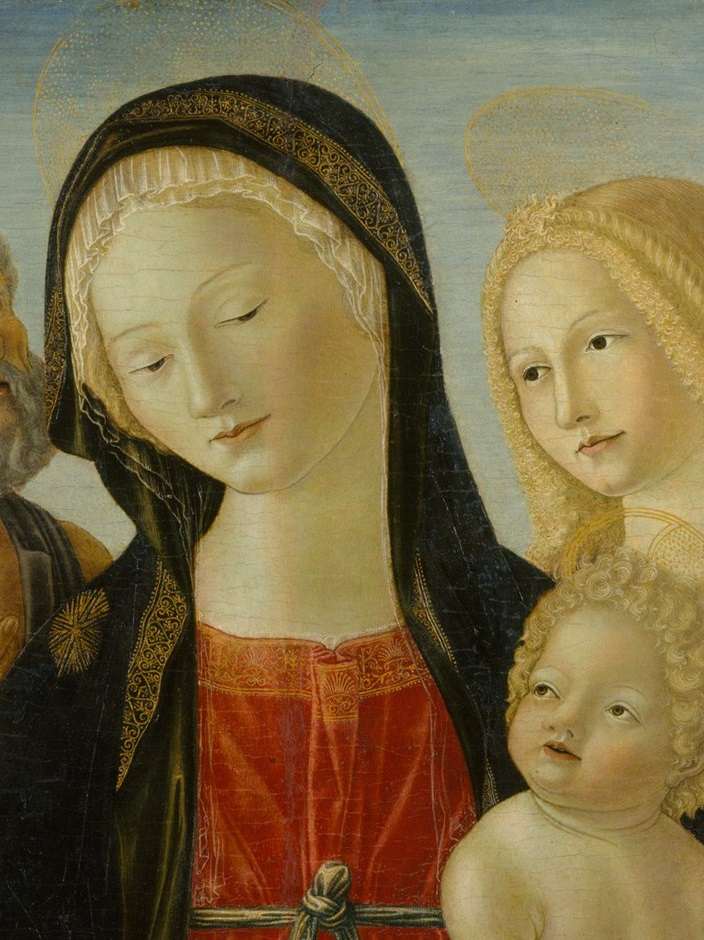
Madonna col Bambino tra i santi Girolamo e Maddalena, (c. 1490, Metropolitan Museum of Art).
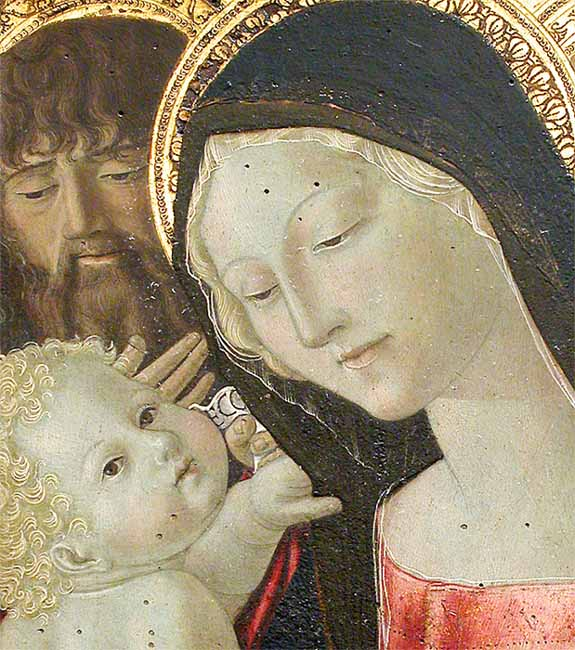
La Vierge et l'Enfant entre saint Jean Baptiste et saint Antoine  (c. 1492, musée du Louvre).
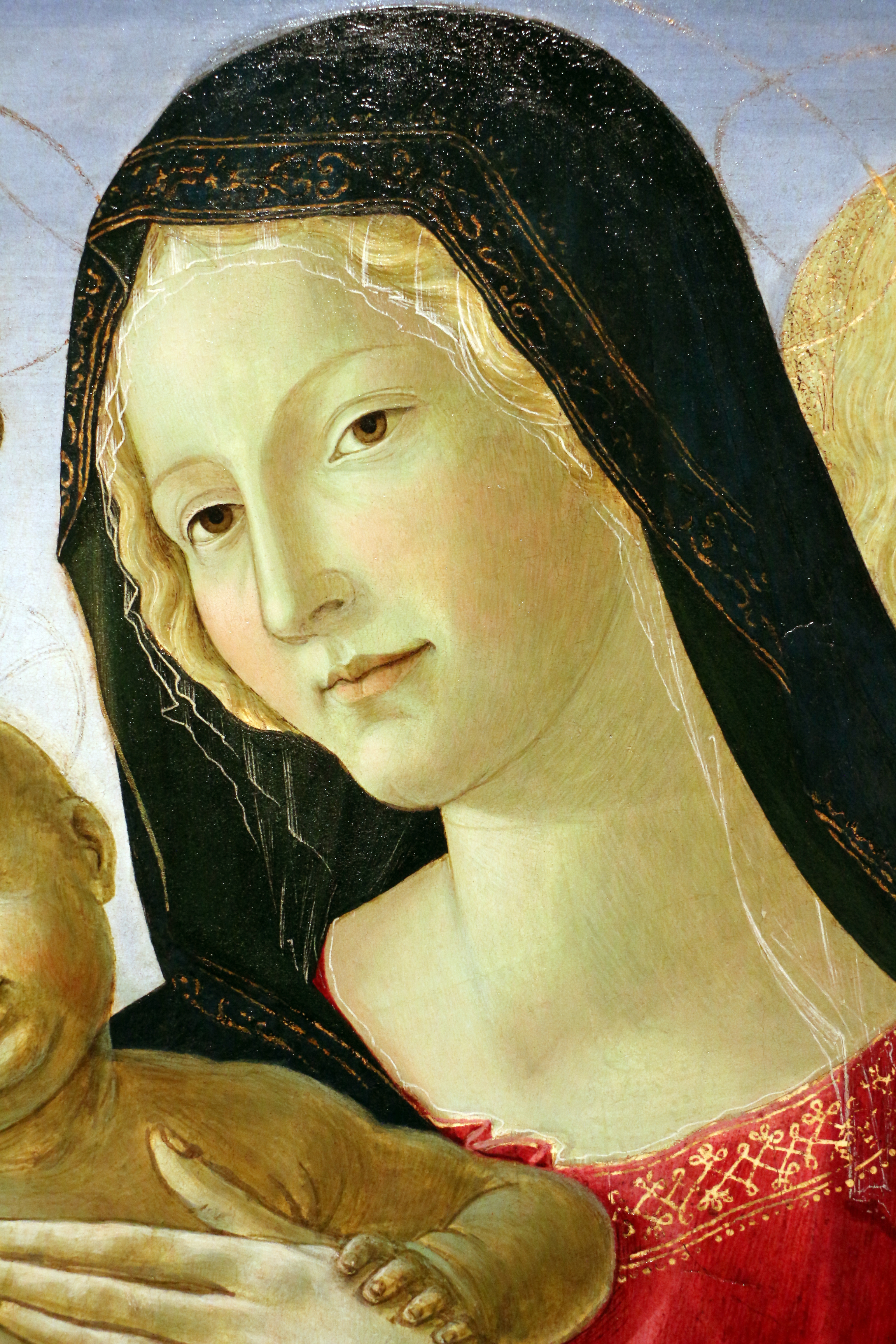
Madonna col Bambino tra i santi Giovanni Battista e Maria Maddalena, (c. 1494, musée d'Art d'Indianapolis).

Le talent de Neroccio se révèle dans sa maîtrise à représenter l'habillement dans ses moindres détails. Les manches élégantes de la robe de Marie — probablement recouverte d’un pigment de laque rouge — laisse entrevoir sa chemise blanche, un ruban à nœuds ceinture sa taille et sa cape bleue est décorée de broderies dorées. Ses boucles blondes sont recouvertes d’un voile diaphane tandis que les teintes rosées de pigment vermillon sur ses joues restituent l'illusion d'une chair vivante. Dans certaines Madonne de Neroccio, le fond en or conventionnel et l’espace peu profond sont atténués par le modelé doux du corps de l’Enfant, de la robe de la Vierge, de sa main et surtout de sa gorge souvent déployée dans une discrète inclination. Bien que les caractéristiques physiques soient généralisées et idéalisées comme souvent dans l'iconographie chrétienne, de nombreux spécialistes ont souligné les mains de la Vierge aux longs doigts fuselés dans une lumière qui les pénètre les rendant ainsi presque légères et transparentes. 

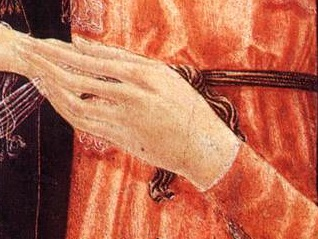
Détail des doigts « fuselés » de la Madonna con Gesù Bambino, c. 1475-1476, Académie Carrara.

Comme le remarque l'historienne d'art Christine Dixon, les deux personnages principaux manifestent une nouvelle intimité: « l'Enfant semble bénir sa Mère, pas nous, et la regarde avec cette manière effrayante des bébés qui prennent soudain conscience. Elle baisse les yeux, peut-être devant Lui, avec un air mélancolique qui semble annoncer un pressentiment, même la prescience du destin de son Fils,. » La Madonna con Gesù Bambino de l'Académie Carrara de Bergame notamment se distingue par la pâle fragilité de la Vierge et la marche légère de l’Enfant conférant ainsi à la scène une sensation surnaturelle, aussi bien qu' « une dimension immatérielle et transcendante. » Contrairement aux poses frontales statiques du style gothique antérieur, leurs corps se tournent dans l'espace, impliquant un mouvement qui ajoute du dynamisme à une composition apparemment simple. La manière dont Neroccio sature également l’espace en y incluant les visages des saints à l’arrière-plan confère « une sensation de jaillissement et de proximité qui est proprement saisissante » sans toutefois « exclure une certaine maladresse » comme le remarque Stéphane Mendelssohn au sujet de la Madonna col Bambino tra i santi Bernardino e Caterina. Cette étroite surface qui est le propre des tableaux de dévotion est aussi mise à profit, pour y glisser avec une économie de moyens leurs attributs distinctifs: le phylactère de Jean-Baptiste avec à peine trois lettres lisibles (« ECC »), une petite partie de la canne (le Tau) de saint Antoine ou encore le vase d'onguent de Marie Madeleine. À ce titre la Madonna col Bambino tra i santi Giovanni Battista e Antonio abate du musée du Louvre avec une dimension de seulement 43 × 32 cm et ses quatre personnages figurés en est l'illustration la plus représentative. 
Malgré l’existence de plusieurs de ces œuvres datées de 1476 à 1496 environ, il n’est pas toujours facile pour les spécialistes de démêler une ligne de développement durant la carrière du peintre siennois, de sorte qu’il y a peu d’accord unanime sur la datation et la signification de ces tableaux. Le style de Neroccio s'est néanmoins transmis à ses assistants, dont au moins quatre nous sont connus par leurs noms: Mariotto di Andrea da Volterra, Giovanni di Taldo, Giovanni Battista di Bartolomeo Alberti et Girolamo del Pacchia. Ces assistants devaient s’occuper principalement de la production de bas-reliefs en stuc polychrome de madones et de panneaux des cassoni inspirés des dessins de Neroccio, mais les critiques d'art leur attribuent également un certain nombre de Vierge à l'Enfant en plus de leur participation.

## Sélection d’œuvres
- Madonna con Gesù Bambino (c. 1475-1476), tempera sur panneau, 52,7 × 37,1 cm, Académie Carrara, Bergame.
- Storie di san Benedetto (c. 1472-1474), avec Francesco di Giorgio Martini, musée des Offices, Florence. Anciennement attachées à la prédelle du Couronnement de la Vierge réalisé par Francesco di Georgio Martini pour l'abbatiale de Monteoliveto Maggiore (aujourd'hui à la pinacothèque nationale de Sienne)[41]
- Madonna con Bambino in trono tra san Pietro, san Sigismondo, sant'Ansano e san Paolo (1496), 25 × 57,5 cm, retable, Pieve della Santissima Annunziata à Montisi, commune de San Giovanni d'Asso.
- Madonna col Bambino e i santi Giovanni Battista e Antonio di Padova , huile sur bois, 58 × 43 cm, musée des Beaux-Arts de Chambéry, France.
- L'Archange Gabriel, terracotta, 164 cm, Musée des beaux-arts de Budapest.
- Madonna col Bambino tra i santi Giovanni Battista e Maria Maddalena (c. 1494), 71 × 50,8 cm, tempera sur panneau, Musée d'Art d'Indianapolis.
- Ritratto di Dama (c. 1485), 47 × 30,5 cm, National Gallery of Art, Washington.
- Madonna col Bambino tra i santi Girolamo e Maddalena, (c. 1490), 61 × 43,8 cm, Metropolitan Museum of Art, New-York.
- Sainte Catherine de Sienne, bois polychrome (c. 1474), 198 cm, sanctuaire Sainte-Catherine-de-Sienne, Sienne.

### Encyclopédies
- (it) Francesco Sorce, « LANDI, Neroccio dei », dans Enciclopedia Treccani, vol. 63 : Dizionario Biografico degli Italiani, Rome, Istituto dell'Enciclopedia Italiana, 2004 (lire en ligne).
- (en) « Cassone », dans Colum Hourihane, The Grove Encyclopedia of Medieval Art and Architecture, vol. 1, Oxford, Oxford University Press, 2012, p. 650.

### Monographies
- (it) Gaetano Milanesi, Documenti per la storia dell’arte senese, t. 2, Sienne, Onorato Porri, 1854, 482 p. (lire en ligne), p. 408-409. . Le document no 284 pages 408-409 reproduit le contrat du 4 février 1484 mentionnant Neroccio pour la réalisation du Monument funéraire de Tommaso Piccolomini del Testa.
- (en) Bernard Berenson, The Central Italian Painters of the Renaissance, Londres et New York, G.P. Putnam's Sons, 1909 (1re éd. 1897), 308 p. (lire en ligne), p. 205-207.
- (it) Enzo Carli, Scultura lignea senese, Florence, Electa, 1951, 188 p.Sur la participation de Neroccio au retable en bois sculpté de l'Assunta.
- Michel Laclotte, Les Peintres siennois et florentins des XIVe et XVe siècles dans les musées de province français, Paris, Thèse pour le diplôme d'études supérieures de l'École du Louvre, 1955.Autrefois attribué à Sano di Pietro, le tableau de la Vierge à l'Enfant du Musée des beaux-arts de Dijon, très voisin de celui de la Madonna col Bambino tra i santi Giovanni Battista e Antonio abate au Louvre, a été rendu à Neroccio en 1955 par Michel Laclotte. Reproduction du tableau no 37, décrit p. 174. Thèse non publiée.
- (en) Bruce Cole, Sienese Painting in the Age of the Renaissance, Bloomington, Indiana University Press, 1985, 216 p., 17,8 x 24,8 cmNotamment les pages 106 à 114 qui traitent de la carrière et du style de Neroccio.
- (en) Gertrude Coor, Neroccio de' Landi 1447-1500, Princeton, New Jersey, Princeton University Press, 1961, 235 p., 30 x 23 cm. Seule étude monographique substantielle du peintre siennois (un peu vieillie) avec 147 illustrations en noir et blanc.
- (it) Enzo Carli, Gli scultori senesi, Sienne-Milan, Electa, 1980, 250 p. Sur la participation de Neroccio au retable en bois sculpté de l'Assunta.
- (en) Burton B. Fredericksen, The Cassone Paintings of Francesco di Giorgio, Los Angeles, J. Paul Getty Museum, 1969, 72 p. Sur les cassoni réalisés par l'atelier de Francesco di Giorgio Martini et Neroccio.
- (it) Piero Torriti, Francesco di Giorgio Martini, Giunti, coll. « Art Dossier », 1993, 48 p., p. 17-20. Fascicule d'art portant le numéro 77 avec certaines données relevant du partenariat de Neroccio d'avec Francesco di Giorgio. Reproductions en couleurs des trois panneaux des Storie di san Benedetto.
- (en) Robert Munman, Sienese Renaissance Tomb Monuments, vol. 205, Philadelphie, The American Philosophical Society, 1993, 180 p., p. 106-108. Contexte, description, commentaire du Monument funéraire de Tommaso Piccolomini del Testa (figures nos 59-60).
- Giulietta Chelazzi Dini, Alessandro Angelini et Bernardina Sani (trad. de l'italien par Corinne Paul Maïer, Maïa Rosenberger), Les peintres de Sienne, Paris, Imprimerie nationale éditions, 1997, 471 p., 29,5 x 35 cm (ISBN 2-7433-0237-2), p. 299-301. Panorama de la peinture siennoise du XIIIe siècle au XVIIe siècle.
- (en) Diana Norman, Siena and the Virgin : Art and Politics in a Late Medieval City State, New Haven et Londres, Yale University Press, 1999, 264 p.
- (en) Diana Norman, Painting in Late Medieval and Renaissance Siena (1260-1555), New Haven et Londres, Yale University Press, 2003, 352 p., 15,9 x 21,6 cm.
- (en) Penelope Curtis, Depth of Field : The Relief in the Time of Donatello, Leeds, Henry Moore Institute, 2004, 104 p.Sur l'influence de Donatello sur ses contemporains siennois.
- Millard Meiss (trad. de l'anglais, préf. Georges Didi-Huberman), La Peinture à Florence et à Sienne après la peste noire : les arts, la religion, la société au milieu du XIVe siècle, Paris, Hazan, 2013 (1re éd. 1951), 328 p. (ISBN 978-2-7541-0640-5)
- Daniel Arasse (préf. Roland Recht), Saint Bernardin de Sienne.Entre dévotion et culture : fonctions de l'image religieuse au XVe siècle, Paris, Hazan, 2014, 304 p., 14 x 21 cm (ISBN 978-2-7541-0255-1).

### Catalogues
- (it) Paolo Torriti, La pinacoteca nazionale di Siena : I dipinti dal XII al XV secolo, vol. 1, Genève, Sagep, 1978, 431 p., 28 x 21 cm.
- (en) Federico Zeri et Elizabeth E. Gardner, Italian Paintings : A Catalogue of the Collection of The Metropolitan Museum of Art, Sienese and Central Italian Schools, Vicence, Neri Pozza Editore, 1980, 112 p., p. 55-56.
- (en) Keith Christiansen, Laurence B. Kanter et Carl Brandon Strehlke, Painting in Renaissance Siena 1420-1500, New York, The Metropolitan Museum of Art, 1988, 385 p., 27,9 x 26,7 cm, p. 328-334. Catalogue de l'exposition tenue au Metropolitan Museum of Art de New York du 20 décembre 1988 au 19 mars 1989.
- (it) Gaudenz Freuler, Manifestatori delle cose miracolose : Arte italiana del '300 e '400 da collezioni in Svizzera e nel Liechtenstein, Einsiedeln, Fondazione Thyssen-Bornemisza/Eidolon, 1991, 304 p., 25 x 29 cmCatalogue de l'exposition tenue à la Villa Favorita, Lugano, par la Fondazione Thyssen-Bornemisza, du 7 avril au 30 juin 1991.
- (it) Luciano Bellosi, Francesco di Giorgio e il Rinascimento a Siena 1450-1500, Milan, Mondadori Electa, 1993, 556 p., p. 40-47, 68, 218-219, 318-330 et 526-527.Catalogue de l'exposition tenue à Sienne en l'église Sant'Agostino du 25 avril au 31 juillet 1993.
- (en) Laurence B. Kanter, Italian Paintings in the Museum of Fine Arts Boston : Volume 1: 13-15th Century, Boston, Museum of Fine Arts (Boston), 1997, 248 p., p. 199.Présentation de la Maria Vergine annunciata (figure no 60).
- (it) Miklós Boskovits et Giorgio Fossaluzza, La Collezione Cagnola : I Dipinti, vol. 1, Busto Arsizio, Nomos Edizioni, 1998, 312 p., 29 X 23 cm, p. 95-96..
- (it) Elio Torriti, Chiese, cappelle, edifici religiosi : di Abbadia Sicille, Petroio, Castelmuzio, S.Anna in Camprena e Trequanda (con notizie sulle chiese di Montisi), Sinalunga, Tipografia Rossi, 1999, 79 p.
- (en) Miklós Boskovits, David Alan Brown et al., Italian Paintings of the Fifteenth Century. The Systematic Catalogue of the National Gallery of Art, Washington, Oxford University Press, 2003, 778 p., p. 536-539.
- (en) Stefano G. Casu, « The Iconography of the Virgin in Italian Painting of the Thirteenth and Fourteenth Centuries: Observations on Its Relation to Byzantine Art », dans Stefano G. Casu, Christodoulos Hadjchristodoulou et Yannis Toumasis, Θεοτόκος-Madonna, Nicosie, Pierides Foundation,‎ 2005, p. 86-92. Catalogue de l'exposition tenue à Nicosie du 1er au 31 juillet 2005.
- (it) Luke Syson, Angelina Alessandro et Philippa Jackson et al., Siena nel Rinascimento : Arte per la città, Cinisello Balsamo, Silvana Editore, 2007, 372 p. (ISBN 978-88-366-0937-6 et 88-366-0937-6)
- (en) Dóra Sallay, Early Sienese Paintings in Hungarian Collections, 1420-1520, thèse de doctorat présentée et soutenue à la Central European University de Budapest, 2008, 412 p. Reproduction de la Madonna col Bambino tra san Sebastiano e santa Caterina d'Alessandria (figures nos 17/1-10), décrite p. 245-249 ainsi qu'une notice biographique de Neroccio.
- (en) Dóra Sallay, Vilmos Tátrai et Axel Vécsey, Botticelli to Titian : two centuries of Italian masterpieces, Budapest, Szépművészeti Múzeum, 2009, 443 p., 30,5 x 24 cm, p. 204.  Catalogue de l'exposition tenue au Musée des Beaux-Arts de Budapest du 28 octobre 2009 au 14 février 2010. Reproduction de la Madonna col Bambino tra san Girolamo e san Bernardino (figure no 39) p. 205, décrite p. 204 par Dóra Sallay.
- Patrick Ramade, Giovanni Valagussa et Raffaella Colace et al. (trad. Gérard-Julien Salvy), Botticelli, Bellini, Guardi... : Chefs-d'oeuvre de l'Accademia Carrara de Bergame, Paris, Hazan, 2010, 204 p. Catalogue de l'exposition tenue au Musée des beaux-arts de Caen du 27 mars 2010 au 19 septembre 2010 des collections d'art italien de l'Académie Carrara de Bergame. Reproduction de la Madonna con Gesù Bambino (cat.14) et commentaire de Giovanni Valagussa, page 60.
- (en) Fausto Calderai et Alain Chong, Furnishing a Museum : Isabella Stewart Gardner’s Collection of Italian Furniture, Boston, 2011, 327 p., 31 cm. Reproduction des Héros de l'antiquité (figure e) page 115, datés vers 1496.
- (en) Stefano G. Casu, The Pittas collection : Early italian paintings (1200-1530), Florence, Mandragora, 2011, 240 p., 20x 20 cm, p.172-175. . Reproduction et description de la Madonna col Bambino tra san Girolamo e santa Maddalena.
- (it) Giulia Silvia Ghia et Federica Kappler, I Papi della memoria : La storia di alcuni grandi Pontefici che hanno segnato il cammino della Chiesa e dell'Umanità, Rome, Gangemi Editore, 2012, 352 p., p. 146. Catalogue de l'exposition tenue au musée national du Château Saint-Ange, à Rome du 28 juin au 8 décembre 2012. Présentation et description par Viviana Vannucci de la Madonna col Bambino tra i santi Bernardino e Caterina de Neroccio qu'elle situe au début des années 1490.
- (it) Alessandro Angelini, Una gemma preziosa : L’Oratorio della Santissima Trinità in Siena e la sua decorazione artistica, Poggibonsi, Carlo Cambi Editore, 2012, 174 p., 31 x 24 cm (ISBN 978-88-6403-129-3 et 88-6403-129-4). Reproduction et description de la Madonna col Bambino, san Giovanni Battista e san Michele Arcangelo (figure no 145) page 130.
- Mario Scalini (dir.) et Anna Maria Guiducci, Peinture de Sienne : Ars narrandi dans l´Europe gothique, Bruxelles/Milan, BozarBooks-SilvanaEditoriale, 2014, 272 p., 23,5 x 29,5 cm (ISBN 978-88-366-2900-8 et 88-366-2900-8). Catalogue de l'exposition « Peinture de Sienne - Ars narrandi dans l’Europe gothique », présentée au Palais des beaux-arts de Bruxelles du 10 septembre 2014 au 18 janvier 2015.

### Articles
- (it) Pietro Rossi, « Neroccio di Bartolommeo Landi e la sua più grande tavola », Rassegna d'arte senese, vol. 5,‎ 1909, p. 48-61.
- (it) Luigi Dami, « Neroccio di Bartolomeo Landi », Rassegna d'arte senese, vol. 13,‎ 1913, p. 160-170.Une des toutes premières monographies détaillées sur Neroccio.
- (it) Enzo Carli, « Vecchietta e Neroccio a Siena e in 'quel di Lucca' », Critica d'Arte-Nuova, vol. I,‎ 1954, p. 336-349.
- (en) Laurence B. Kanter, « Rethinking the Griselda Master », Gazette des Beaux-Arts, 6e série, vol. 142,‎ 2000, p. 148-150.
- (it) Marilena Caciorgna, « Immagini di eroi ed eroine », dans Roberto Guerrini, Biografia dipinta. Plutarco e l'arte del Rinascimento 1400-1550, La Spezia, Agorà, 2001, 526 p., p. 237-247. Sur la représentation des personnages historiques issus des Vies parallèles de Plutarque à la Renaissance.
- (en) Jaynie Anderson, « Renaissance representations of the meeting of Cleopatra and Antony », dans Jaynie Anderson, Tiepolo's Cleopatra, Melbourne, Macmillan, 2003, 223 p., 31,8 x 25,4 cm, p. 47-49. . Reproductions et commentaires de La Visite de Cléopâtre à Marc-Antoine (figure no 28) et de La Bataille d'Actium (figure no 29).
- (it) Max Seidel, « La "societas in arte pictorum" di Francesco di Giorgio e Neroccio de' Landi », dans Max Seidel, Arte italiana del Medioevo e del Rinascimento, vol. 1, Venise, Marsilio, 2003, 707 p., p. 537-558.
- (it) Simona Di Nepi, « Neroccio di Bartolomeo de' Landi, Santa Catarina da Siena », dans Luke Syson, Siena nel Rinascimento. Arte per la città, Cinisello Balsamo, Silvana Editore, 2007, 372 p. (ISBN 8836609376), p. 102-105.

### Revues
- (en) Benjamin David, « Past and Present in Sienese Painting: 1350-1550 », RES: Anthropology and Aesthetics, no 40,‎ automne 2001, p. 77-100. Reproduction de La Visite de Cléopâtre à Marc-Antoine (figure no 16) page 90.
- (it) Paolo Torriti, « Neroccio di Bartolomeo Landi e la cartapesta a Siena nella seconda metà del Quattrocento », Quaderni storico artistici. Arte archeologia architettura storia,‎ 2004, p. 109.
- (en) Fabrizio Nevola, « Lots of Napkins and a Few Surprises: Francesco di Giorgio Martini´s House, Goods and Social Standing in Late-Fifteenth-Century Siena », Annali di Architettura: rivista del Centro Internazionale di Studi di Architettura "Andrea Palladio", nos 18-19,‎ 2006-2007, p. 71-82. Le document no 6 page 79 reproduit l'acte écrit mentionnant Neroccio propriétaire de l’atelier de Vecchietta.
- (it) Carlo Del Bravo, « Significati d'opere di Neroccio », Artista. Critica dell'arte in Toscana,‎ 2008.
- Renato Lungarini, « L’hôpital Santa Maria della Scala : une institution siennoise », Médiévales, no 54,‎ 2008, p. 99-111 (lire en ligne)
- (it) Francesco Caglioti, « Il Vecchietta, Neroccio e l'Assunta per l'altar maggiore di Santa Maria del Corso a Lucca », Studi di Memofonte, no 20,‎ 2018, p. 1-44 (lire en ligne, consulté le 10 mai 2020)À l'aide de documents originaux (actes, lettres) demeurés inédits, Francesco Caglioti reconstitue les origines de l'un des principaux retables lucquois du XVe siècle, la grande Assunta en bois sculpté et peint de Vecchietta et Neroccio, conservée au musée de la villa Guinigi de Lucques en deux fragments (Dormition et Assomption).

### Magazines
- Cinq siècles d'art siennois, Dossier de l'art, Paris,  (ISSN 1161-3122), no 146, novembre 2007. Reproduction de la Madonna col Bambino e un Cardellino en couverture de magazine avec pour légende La Vierge Marie adorant le Christ enfant.